# Grace Nono
Grace Nono är en filippinsk sångerska som är mest känd för sin traditionella filippinska musik. Hon har släppt fem soloalbum. Debutalbumet Tao Music släpptes 1993. Hon har vunnit flera priser för sin musik och även skrivit en bok.

## Diskografi
- 1993 – Tao Music
- 1995 – Opo
- 1998 – Isang Buhay
- 2002 – Diwa
- 2009 – Dalit